# Ring of Honor
ROH Acquisition Co., LLC, beter bekend als Ring of Honor (ROH) is een Amerikaanse worstelorganisatie in het professioneel worstelen dat gevestigd is in Jacksonville, Florida. ROH werd opgericht op 23 februari 2002 door Rob Feinstein. De organisatie was eigendom van Cary Silkin van 2004 tot 2011, voordat het werd verkocht aan Sinclair. Sinds mei 2022 staat ROH onder de leiding van Tony Khan, de eigenaar van het worstelbedrijf All Elite Wrestling (AEW), nadat Sinclair het verkocht aan Khan.
Ring of Honor werd in de Verenigde Staten beschouwd als een van de grootste worstelorganisaties naast World Wrestling Entertainment, All Elite Wrestling (AEW) en Impact Wrestling. In midden 2017 werd aangenomen dat ROH, Impact had overtroffen door zijn deals voor het delen van talent met andere worstelorganisaties buiten de VS, uitgebreide tv-zichtbaarheid via Sinclair en de uiteindelijke oprichting van een eigen, concurrerende streamingdienst in 2018. ROH wordt desalniettemin gezien als een kleinere organisatie in vergelijking, vanwege dat WWE en AEW grote financiële steun krijgen en Amerikaanse televisieaanbiedingen.

## Kampioenschappen

### Huidige kampioenen
Geüpdatet: 5 mei 2022
| Kampioenschap                           | Kampioen(en)                        | Datum            | Vorige kampioen(en)     | Evenement             |
| --------------------------------------- | ----------------------------------- | ---------------- | ----------------------- | --------------------- |
| ROH World Championship                  | Jonathan Gresham                    | 11 december 2021 | Bandido                 | Supercard of Honor XV |
| ROH World Television Championship       | Samoa Joe                           | 13 april 2022    | Minoru Suzuki           | AEW Dynamite          |
| ROH Pure Championship                   | Wheeler Yuta                        | 1 april 2022     | Josh Woods              | Supercard of Honor XV |
| ROH World Tag Team Championship         | FTR (Cash Wheeler & Dax Harwood)    | 1 april 2022     | The Briscoes            | Supercard of Honor XV |
| ROH World Six-Man Tag Team Championship | Righteous (Bateman, Dutch & Vincent | 11 december 2021 | Shane Taylor Promotions | Final Battle          |
| ROH Women's World Championship          | Mercedes Martinez                   | 4 mei 2022       | Deonna Purrazzo         | AEW Dynamite          |

### Voormalige kampioenschappen
| Kampioenschap                     | Datum van lancering | Eerste kampioen | Laatste kampioen | Datum opgeborgen | Opmerkingen |
| --------------------------------- | ------------------- | --------------- | ---------------- | ---------------- | --- |
| Women of Honor World Championship | 15 december 2017    | Sumie Sakai     | Kelly Klein      | 1 januari 2020   | Opgehven, nadat de kampioen Kelly Klein werd ontslagen. De titel werd vervangen door het nieuwe ROH Women's World Championship. |
| ROH Top of the Class Trophy       | 4 november 2005     | Davey Andrews   | Rhett Titus      | 25 oktober 2008  | Het kampioenschap werd later opgeheven, na de overwinning van Titus.                                                            |